# 熊本県立総合体育館
熊本県立総合体育館（くまもとけんりつそうごうたいいくかん）は、熊本県熊本市西区にあるスポーツ施設である。熊本県スポーツ振興事業団・ミズノグループが管理している。
B.LEAGUE・熊本ヴォルターズのホームアリーナとして使用している。

## 主な大会開催実績
- 2019年 - 世界女子ハンドボール選手権[2]。
- 2023年 - ジャパン・マスターズ（2023年熊本マスターズ）

## 施設
- 大体育室
- 中体育室
- 小体育室
- 幼児体育室
- 会議室
- 和室
- 室内温水プール
- トレーニング室
- 元気体力測定室

## アクセス
- 九州自動車道 熊本インターチェンジより車で約35分
- 九州自動車道 益城熊本空港インターチェンジより車で約40分
- JR九州鹿児島本線、熊本電鉄 上熊本駅から徒歩5分
- 熊本市電 県立体育館前電停から徒歩1分
- 桜町BT（19番のりば）より熊本都市バス花園柿原線（壺1系統）または上熊本車庫線（壺3系統）に乗車、「県立体育館前」バス停下車
- 熊本駅より熊本都市バス第一環状線に乗車、「本妙寺電停前」バス停下車
- 熊本県庁より熊本都市バス上熊本線（上1系統）に乗車、「県立体育館前」バス停下車

### 駐車場
一般開放時には駐車場の利用が可能ではあるが、大きなイベント（熊本ヴォルターズの試合など）開催時には駐車場は使用不可となる。

## 周辺
- 熊本市立京陵中学校
- 熊本大学教育学部附属小学校・熊本大学教育学部附属中学校